# 艾恩斯山
46°30′58″N 9°13′49.1″E / 46.51611°N 9.230306°E

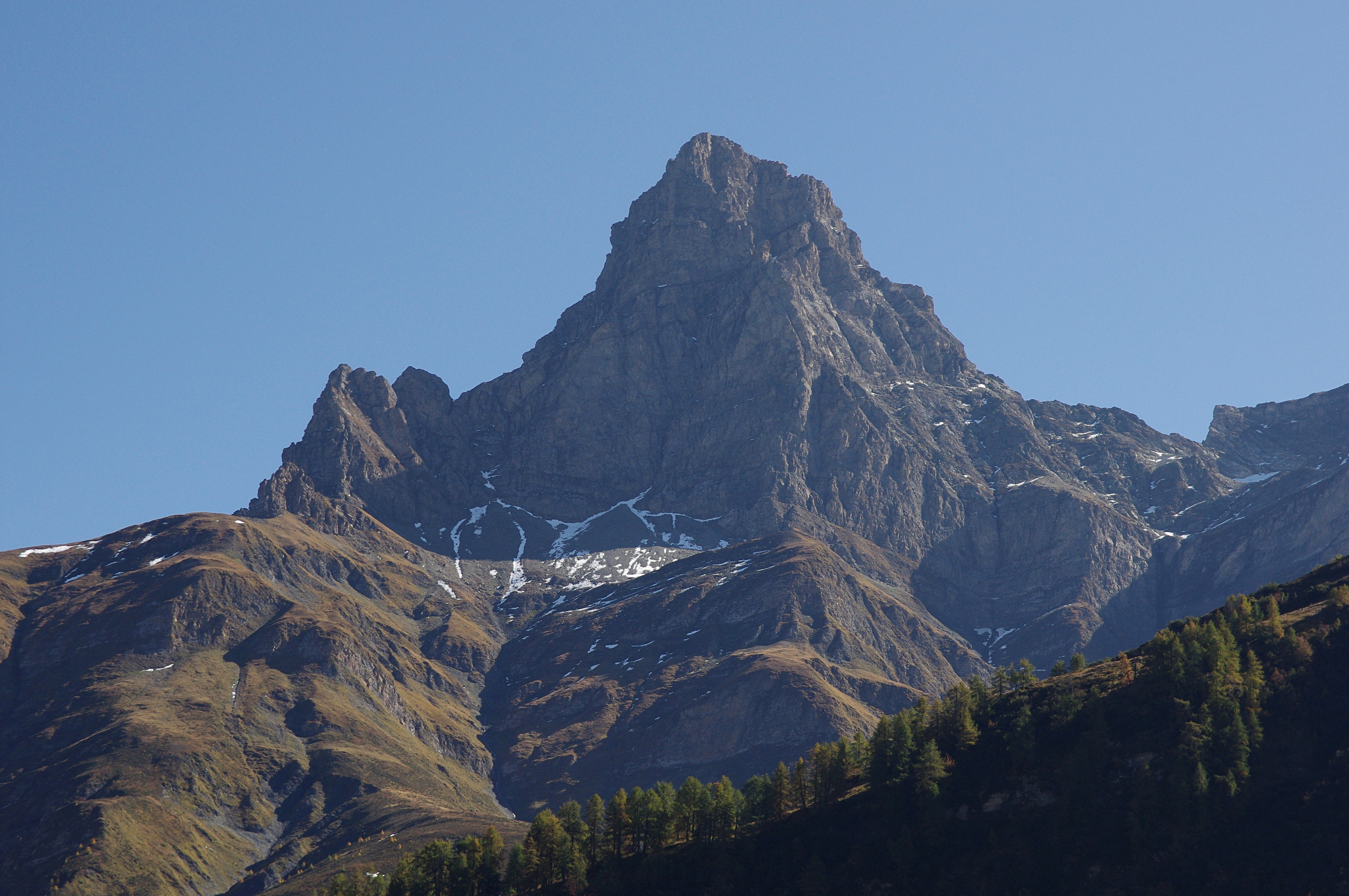

艾恩斯山（Einshorn），是瑞士的山峰，位於該國東南部，由格勞賓登州負責管轄，屬於勒蓬廷山的一部分，海拔高度2,944米，每年平均降雨量1,851毫米。